# Inha University
Die Inha University (kor. 인하대학교, Hanja 仁荷大學校, rev. Inha Daehakgyo, MR Inha Taehakkyo) ist eine private Forschungsuniversität mit einem Hauptcampus in Incheon (Südkorea) und einem weiteren Campus in Tashkent (Usbekistan). Das Motto der Universität ist Truth (Wahrheit).

## Geschichte
Die Inha University wurde am 20. April 1954 vom ersten Präsidenten Südkoreas, Rhee Syng-man, gegründet. Das Startkapital und der Impuls zur Gründung einer Hochschule stammte auch von koreanischen Auswanderern aus Hawaii, insbesondere aus dem Verkauf des Korean Christian Institute. Der Name der Universität leitet sich davon ab: Inha setzt sich aus der jeweils ersten Silbe von Incheon und Hawaii zusammen. Im ersten Jahr wurde das Inha Institute of Technology gegründet. Während den 1950er- und 1960er-Jahren wurde das Studienangebot und die Forschungsschwerpunkte ausgebaut.
1971 erhielt die Hochschule offiziell den Status einer Universität. Mittlerweile zählt die Universität in Rankings regelmäßig zu den zehn besten Hochschulen Südkoreas, insbesondere im technischen Bereich. 2022 gehörte die Inha University zusätzlich zu den zehn Universitäten mit den meisten Creditpoints durch internationalen Austausch in Südkorea. Die Universität ist Teil des Global U8 Consortium, einem internationalen, interuniversitären Netzwerk, dem u. a. auch die Xiamen-Universität und die University of Hull angehören.
2014 wurde die Inha University in Tashkent gegründet. Diese Gründung geht auf eine Kooperation zwischen der Inha University und der Regierung Usbekistans zurück.

## Campus
Die Inha University hat ihren Hauptcampus in Incheon, der insgesamt 0,44 km² umfasst und an den Stadtteil Munhak angrenzt. Auf dem Campus gibt es einen kleinen Wald, der nach dem Philosophen Martin Heidegger benannt ist. Darüber hinaus befinden sich beispielsweise ein Teich, ein Garten oder auch mehrere Statuen auf dem Gelände.
Auf dem Campus finden sich neben den genannten Außenanlagen auch Verwaltungsgebäude, die für Wissenschaft und Lehre genutzten Räume,  Studierendenwohnheime und Sportanlagen, unter anderem ein Baseballfeld.

## Fakultäten
Es werden in 49 Departments 25 Studienfächer angeboten. Insgesamt bestehen elf Colleges, die Undergraduate Degrees anbieten:
- Frontier College
- College of Engineering
- College of Natural Sciences
- College of Business Administration
- College of Education
- College of Social Science
- College of Humanities
- College of Medicine
- College of Future Convergence
- College of Arts & Sports
- School of Global Convergence Studies